# Беери, Иссер
Иссер Беери (ивр. איסר בארי‎, более точная транскрипция Иссер Беэри, фамилия при рождении Биренцвейг, 1901, Бендзин Российская империя — 30 января 1958, Израиль) — создатель и первый руководитель израильской военной разведки.

## Биография
Родился в Бендзине, Привислинский край, Российская империя (ныне Польша) в 1901 году. Переехал в Палестину в 1921 году. Был известен как один из членов «шестерки из Бендзина» — молодых сионистов, основателей поселения Мигдаль.
Жил и работал в кибуце, затем переехал в Хайфу, где пытался заниматься бизнесом как строительный подрядчик, но прогорел. На несколько лет он даже поехал в Польшу, но затем окончательно возвратился в Палестину и с 1938 года принял участие в подпольной борьбе в рядах еврейской военизированной организации «Хагана» — основе будущей израильской армии. В период с 1944 по 1947 год был мастером на заводе «Нееман» в Хайфе.
С 1947 года работал в «Шай» — службе безопасности Хаганы, а в феврале 1948 года возглавлял всю эту службу, сменив Давида Шалтиэля. В «Шай» он получил прозвище «Большой Иссер» за свой рост, а также чтобы отличать его от «Иссера маленького» — Хареля, который был ниже Беери на голову и также работал в «Шай». Зарекомендовал себя как сторонник левых взглядов и жёсткий борец с коррупцией. К 1948 году Беери дослужился до звания подполковника.
30 мая 1948 года Беери провёл совещание с шестью высшими руководителями «Шай» в Тель-Авиве, на котором сообщил, что по поручению премьер-министра Израиля Давида Бен-Гуриона «Шай» распускается, а вместо него создаются четыре независимых службы: военной разведки («Шерут модиин»), позже она стала называться «АМАН», Службы внутренней безопасности, которая позже стала называться «Шин Бет» или «Шабак», Службы внешней разведки (в дальнейшем «Моссад») и «Моссад ле Алия-Бет» (организация нелегальной иммиграции евреев в Израиль). Сам Беери возглавил военную разведку, тогда главенствующую во вновь созданном содружестве спецслужб.
В связи с существенным превышением полномочий в декабре 1948 Беери был отправлен в отставку из армии, в июне 1949 арестован, а в ноябре осуждён судом «за превышение полномочий с добрыми намерениями» в деле капитана Меира Тувианского.
Иссер Беери умер 30 января 1958 года от сердечного приступа.

## Оценки деятельности
Беери имел специфическую репутацию. Он всегда ходил в рубашке и шортах цвета хаки без знаков различия и смотрел на людей, по словам современника, как «аскетичный иезуит во времена инквизиции». Его непрерывный поиск врага везде и всюду в дальнейшем привёл его к катастрофе.
Методы работы Беери вызвали возмущение его руководства и коллег. Так, Иссер Харель, возглавивший службу безопасности «Шабак», вспоминал:

Вдруг выяснилось, что стиль его работы является аморальным и крайне опасным. Страна воевала, а начальник военной разведки Беери находил время заниматься предателями, шпионами, чёрным рынком, спекулянтами и вообще чёрт знает чем, только не своими прямыми обязанностями
15 мая 1948 года сотрудники Беери арестовали Йехуду Амстера, родственника и помощника мэра Хайфы Аббы Хуши, по обвинению в шпионаже и пытали его 76 дней, добиваясь оговора Хуши. Амстера выпустили 1 августа без предъявления обвинения. Впоследствии выяснилось, что Беери сфальсифицировал доказательства о том, что Хуши занимался шпионажем в пользу англичан.
30 июня 1948 года Беери вдвоём с Биньямином Гибли арестовал майора Меира Тувианского по подозрению в предательстве. Беери, Гибли и ещё два офицера судили Тувианского военно-полевым судом и приговорили к смерти за измену. Приговор был тут же приведён в исполнение, Тувианскому не дали возможность защищаться и обжаловать приговор. Впоследствии Тувианский был посмертно оправдан, реабилитирован и похоронен с военными почестями.
Летом 1948 года Беери приказал убить собственного агента Али Кассема — араба, которого он заподозрил в «двойной игре».
После убийства Кассема по поручению Давида Бен-Гуриона был создан следственный комитет, который, расследовав деятельность Беери, рекомендовал снять его с должности. Беери был отправлен в отставку из армии. После расследования смерти Тувианского министр юстиции потребовал привлечь Беери к суду. 10 июня 1949 года Беери был арестован.
22 ноября 1949 года суд признал Иссера Беери виновным в превышении полномочий с добрыми намерениями в деле Меира Тувианского, однако, учитывая обстоятельства и заслуги Беери, приговорил его к одному дню тюрьмы (от восхода солнца и до заката). Однако даже это наказание не было исполнено, поскольку Беери получил помилование от первого президента Израиля Хаима Вейцмана.
Сам Беери и его сын впоследствии утверждали, что он лишь выполнял приказы премьер-министра Давида Бен-Гуриона. Дело Беери было важным прецедентом постановки работы израильских спецслужб под власть закона. Аргумент Беери, что работа спецслужб и соблюдение закона несовместимы, был отвергнут судом.